# Leo Freisinger
Leonhard "Leo" Freisinger, född 7 februari 1916, död 29 augusti 1985, var en amerikansk skridskoåkare.
Freisinger blev olympisk bronsmedaljör på 500 meter vid vinterspelen 1936 i Garmisch-Partenkirchen.